# Bābkarābād
Bābkarābād (persiska: بابکر آباد) är en ort i Iran.   Den ligger i provinsen Västazarbaijan, i den nordvästra delen av landet, 500 km väster om huvudstaden Teheran. Bābkarābād ligger 1 726 meter över havet och antalet invånare är 107.
Terrängen runt Bābkarābād är varierad. Runt Bābkarābād är det ganska tätbefolkat, med 54 invånare per kvadratkilometer. Närmaste större samhälle är Gerd Kashāneh, 18,4 km nordväst om Bābkarābād. Trakten runt Bābkarābād består i huvudsak av gräsmarker.